# LNH Division 1 för herrar
Ligue Nationale de Handball Division 1 (officiellt LIQUI MOLY StarLigue på grund av ett sponsoravtal), även kallad Division 1 masculine eller D1M, är Frankrikes högsta handbollsdivision för herrar. Ligan spelas återkommande sedan 1952 (sedan 1985 med professionell status). Den arrangeras sedan 2004 av Ligue Nationale de Handball och dessförinnan av Fédération Française de Handball.

## Deltagande lag 2023/2024
- Pays d'Aix UCHB
- Cesson Rennes MHB
- Chambéry Savoie HB
- C' Chartres MHB
- US Créteil HB
- Dijon Métropole HB
- Dunkerque HGL
- US Ivry HB
- Limoges HB
- Montpellier HB
- HBC Nantes
- USAM Nîmes
- Paris Saint-Germain HB
- Saint-Raphaël Var HB
- Saran Loiret HB
- Fenix Toulouse HB

## Vinnare genom åren
- 1953 - Villemomble-Sports
- 1954 - ASPP Paris HB
- 1955 - ASPP Paris HB
- 1956 - Paris UC
- 1957 - ASPOM Bordeaux
- 1958 - ASPOM Bordeaux
- 1959 - Paris UC
- 1960 - AS Mulhouse HB
- 1961 - Bataillon de Joinville HB
- 1962 - Paris UC
- 1963 - US Ivry HB
- 1964 - US Ivry HB
- 1965 - Stade Marseillais UC
- 1966 - US Ivry HB
- 1967 - Stade Marseillais UC
- 1968 - Stella Sports Saint-Maur
- 1969 - Stade Marseillais UC
- 1970 - US Ivry HB
- 1971 - US Ivry HB
- 1972 - Stella Sports Saint-Maur
- 1973 - CSL Dijon
- 1974 - Paris UC
- 1975 - Stade Marseillais UC
- 1976 - Stella Sports Saint-Maur
- 1977 - RC Strasbourg
- 1978 - Stella Sports Saint-Maur
- 1979 - Stella Sports Saint-Maur
- 1980 - Stella Sports Saint-Maur
- 1981 - USM Gagny
- 1982 - USM Gagny
- 1983 - US Ivry HB
- 1984 - Stade Marseillais UC
- 1985 - USM Gagny
- 1986 - USM Gagny
- 1987 - USM Gagny
- 1988 - USAM Nîmes
- 1989 - US Créteil HB
- 1990 - USAM Nîmes
- 1991 - USAM Nîmes
- 1992 - Vénissieux HB
- 1993 - USAM Nîmes
- 1994 - OM Vitrolles
- 1995 - Montpellier HB
- 1996 - OM Vitrolles
- 1997 - US Ivry HB
- 1998 - Montpellier HB
- 1999 - Montpellier HB
- 2000 - Montpellier HB
- 2001 - Chambéry Savoie HB
- 2002 - Montpellier HB
- 2003 - Montpellier HB
- 2004 - Montpellier HB
- 2005 - Montpellier HB
- 2006 - Montpellier HB
- 2007 - US Ivry HB
- 2008 - Montpellier AHB
- 2009 - Montpellier AHB
- 2010 - Montpellier AHB
- 2011 - Montpellier AHB
- 2012 - Montpellier AHB
- 2013 - Paris Saint-Germain HB
- 2014 - Dunkerque HGL
- 2015 - Paris Saint-Germain HB
- 2016 - Paris Saint-Germain HB
- 2017 - Paris Saint-Germain HB
- 2018 - Paris Saint-Germain HB
- 2019 - Paris Saint-Germain HB
- 2020 - Paris Saint-Germain HB
- 2021 - Paris Saint-Germain HB
- 2022 - Paris Saint-Germain HB
- 2023 - Paris Saint-Germain HB
- 2024 - Paris Saint-Germain HB